# Bistum Salford
Das Bistum Salford (lat. Dioecesis Salfordensis, engl. Diocese of Salford) ist eine im Vereinigten Königreich gelegene römisch-katholische Diözese mit Sitz in Salford. Die größte Stadt des Bistums ist Salfords Nachbarstadt Manchester, wo die meisten Katholiken des Bistums Salford leben und die größte Kirche des Bistums steht, die Holy Name Church in Manchester.

## Geschichte
Das Bistum Salford wurde am 29. September 1850 durch Papst Pius IX. mit der Apostolischen Konstitution Universalis Ecclesiae zur Wiederherstellung der katholischen Hierarchie in England aus Gebietsabtretungen des Apostolischen Vikariates Lancashire District errichtet. Es ist dem Erzbistum Liverpool als Suffraganbistum unterstellt.

## Bischöfe von Salford
- William Turner, 1851–1872
- Herbert Vaughan, 1872–1892, dann Erzbischof von Westminster
- John Bilsborrow, 1892–1903
- Louis Charles Casartelli, 1903–1925
- Thomas Henshaw, 1925–1938
- Henry Vincent Marshall, 1939–1955
- George Andrew Beck AA, 1955–1964, dann Erzbischof von Liverpool
- Thomas Holland, 1964–1983
- Patrick Kelly, 1984–1996, dann Erzbischof von Liverpool
- Terence John Brain, 1997–2014
- John Arnold, seit 2014